# Bay (Schatzmeister)
Bay, auch Bai, Baja oder Beja, war ein altägyptischer Schatzmeister wahrscheinlich syrischer Herkunft und lebte am Ende der 19. Dynastie unter Pharao Sethos II. und Siptah, mit dem er zusammen auf diversen Monumenten erscheint.
Bays Karriere begann unter Sethos II. als königlicher Schreiber und Truchsess. Nach dessen Tod unterstützte er dessen Witwe Tausret bei der Thronerhebung des königlichen Sohns Siptah, unter dessen Regierung er „Großer Schatzmeister des Landes“ wurde.
Als Schatzmeister wird er auch auf Objekten der Grundsteinbeigaben im Totentempel von Siptah genannt, was auf seine außergewöhnliche Position hinzuweisen scheint. Offenbar fiel Bay noch während der Herrschaft Siptahs in Ungnade. Nach dem im Jahr 2000 von Pierre Grandet publizierten Ostrakon IFAO 1864 wurde er im fünften Regierungsjahr Siptahs am 27. des dritten Monat der Jahreszeit Schemu als Staatsfeind hingerichtet. Danach wurde Bays Name in offiziellen Dokumenten nicht mehr genannt. Im Großen Papyrus Harris, der zunächst die chaotischen Zustände Ägyptens beschreibt, um dann die Ankunft Ramses III. zu preisen, wird ein Syrer Iarsu genannt, der Ägypten tributpflichtig gemacht haben soll. Es handelt sich sehr wahrscheinlich um einen Hinweis auf Bay. Die Bedeutung der Bezeichnung Iarsu – Bay sollte offensichtlich nicht mit Namen genannt werden – ist umstritten, mag aber der, der sich selbst machte bedeuten.
Bay ist möglicherweise auch von Keilschrifttexten aus Ugarit bekannt. Dort erscheint ein Ägypter mit dem Namen Beya, der einen Brief an Ammurapi sandte. Der Brief ist schlecht erhalten, so dass der Grund des Schreibens unbekannt ist. Auffällig ist jedoch, dass der Brief von einem hohen Beamten und nicht vom Pharao stammt. Die genannte Person Beya trägt in den Keilschrifttexten den Titel Chef der Truppen des großen Königs des Landes von Ägypten. Dieser oder verwandte Titel sind für Bay nicht in hieroglyphischen Texten bekannt, wodurch die Identifizierung unsicher bleibt.
Nach dem Tode Siptahs ist Bay sicherlich verfemt worden. Für ihn ist sogar ein Grab im Tal der Könige (KV13) hergerichtet worden, doch wurde er dort nie bestattet.